# Latrodectus mactans

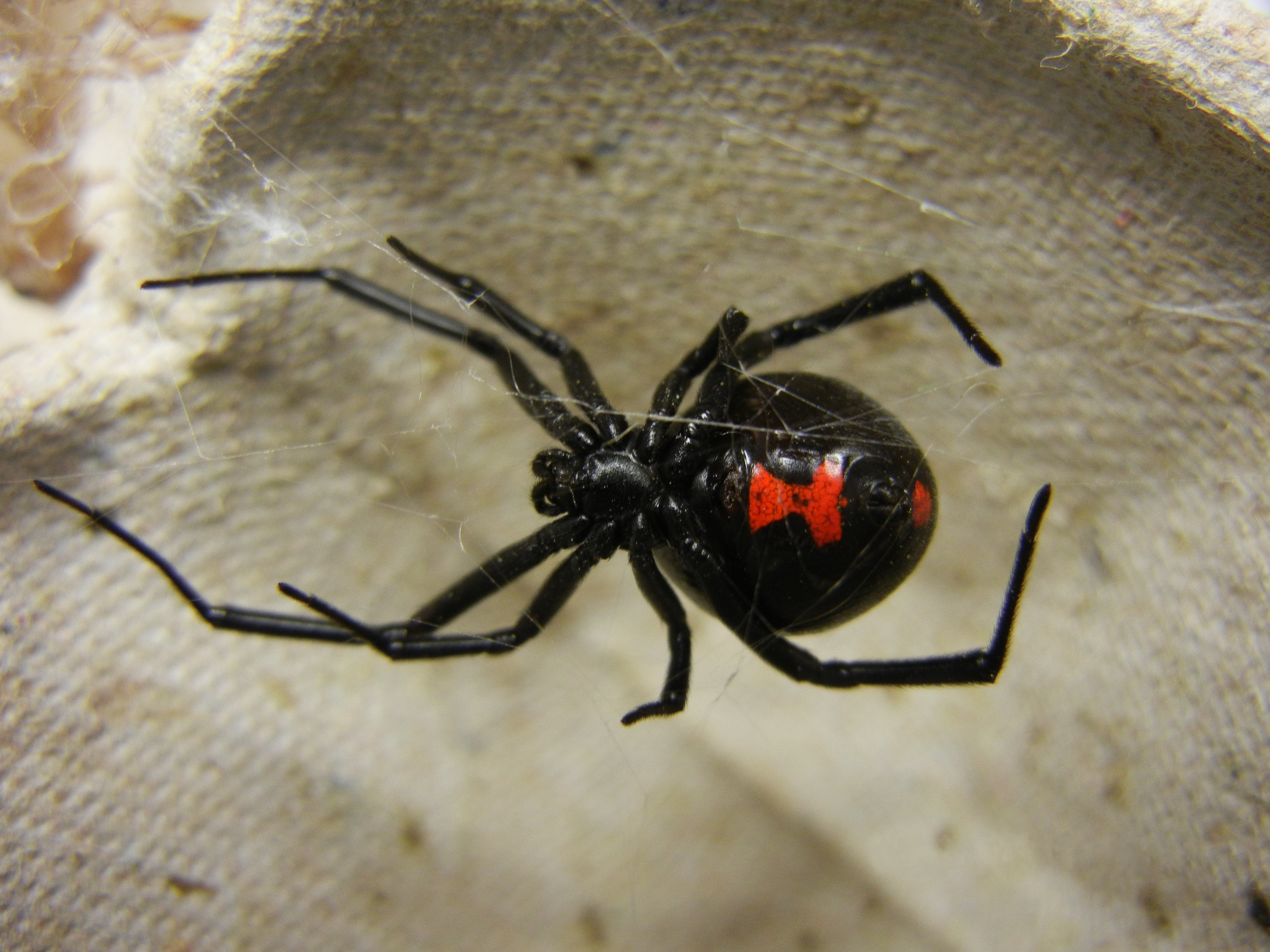
Vedova nera adulta con la caratteristica macchia rossa

La vedova nera (Latrodectus mactans (Fabricius, 1775)) è un ragno appartenente alla famiglia Theridiidae e al genere Latrodectus. È considerato uno dei ragni più velenosi del mondo.

## Etimologia
Il nome dell'epiteto specifico deriva dal latino mactans, participio del verbo mactare, che significa uccidere, sacrificare, in relazione al fatto che, in certi casi, una volta terminato l'accoppiamento la femmina uccide il maschio.

## Descrizione
La vedova nera femmina è di colore nero con una macchia rossa molto brillante sull'addome, la cui forma ricorda una clessidra. Questa macchia ha la funzione di mettere in guardia un potenziale predatore della sua pericolosità. Le sue dimensioni variano dagli 8 ai 40 mm ed il peso medio è di un grammo. È molto sedentaria, una volta creata la tana non l'abbandona più.
Il maschio, molto più piccolo della femmina, è di colore arancione e non è letale per l'uomo.

## Biologia

### Comportamento
La sua vita è notturna e durante il giorno rimane nella sua tana o sotto una pietra. È una predatrice che si nutre prevalentemente di insetti o altri aracnidi. La preda viene catturata per mezzo della ragnatela che viene tessuta all'ingresso della tana. Una volta caduta nella tela, la preda viene immobilizzata e le viene iniettato il veleno, dopodiché degli enzimi iniziano il processo digestivo dall'esterno sciogliendola; essa viene infine aspirata. Ha inoltre la capacità di lanciare a breve distanza la propria tela grazie ad un quarto paio di zampe: questa abilità può essere usata sia per intrappolare meglio le prede sia per difendersi da predatori di piccola taglia.

### Riproduzione
Quando un maschio è maturo crea una speciale ragnatela, detta ragnatela spermarica, in cui lascia una minima quantità di sperma. Fatto questo, carica lo sperma sui due piccoli arti posti sopra la bocca, i pedipalpi, e inizia la ricerca di una femmina matura. Quando ne trova una, il maschio deve fare attenzione a non essere confuso con una preda e iniziare a corteggiarla strofinando le zampe anteriori. Può capitare che il maschio disfaccia parte della tela della femmina con lo scopo di creare una via di fuga nel caso la femmina non sia ben disposta. Una volta accettato, il maschio raggiunge la femmina e inizia l'accoppiamento. Concluso l'atto, la femmina talvolta uccide e divora il maschio.
La gestazione della femmina ha durata di circa un mese, durante il quale si nutre molto più del solito. Una volta deposte le uova, che possono superare il centinaio, le racchiude in un contenitore a forma di goccia fatto con la sua tela, lo appende e lo protegge fino alla schiusa che avviene dopo circa 20 giorni. I piccoli resteranno aggregati fino alla loro prima muta, dopo la quale si possono verificare atti di cannibalismo. Crescendo, le femmine cambieranno spesso colorazione, mentre quella del maschio resterà quasi immutata.

### Pericolosità
La vedova nera è considerata uno dei ragni più pericolosi al mondo. Se importunata, attacca mordendo e iniettando una quantità molto piccola di veleno che può, in rari casi, risultare mortale. Il suo morso non è molto doloroso, ma il veleno agisce rapidamente provocando inizialmente intorpidimento alla parte colpita seguito da rigidità muscolare, sudorazione, cefalea, nausea, intenso dolore addominale accompagnato a rigidità addominale e dorsale, difficoltà respiratorie, vertigini e aumento della temperatura corporea. L'applicazione di ghiaccio sul punto del morso può alleviare il dolore ma è comunque necessaria la somministrazione dell'antidoto.

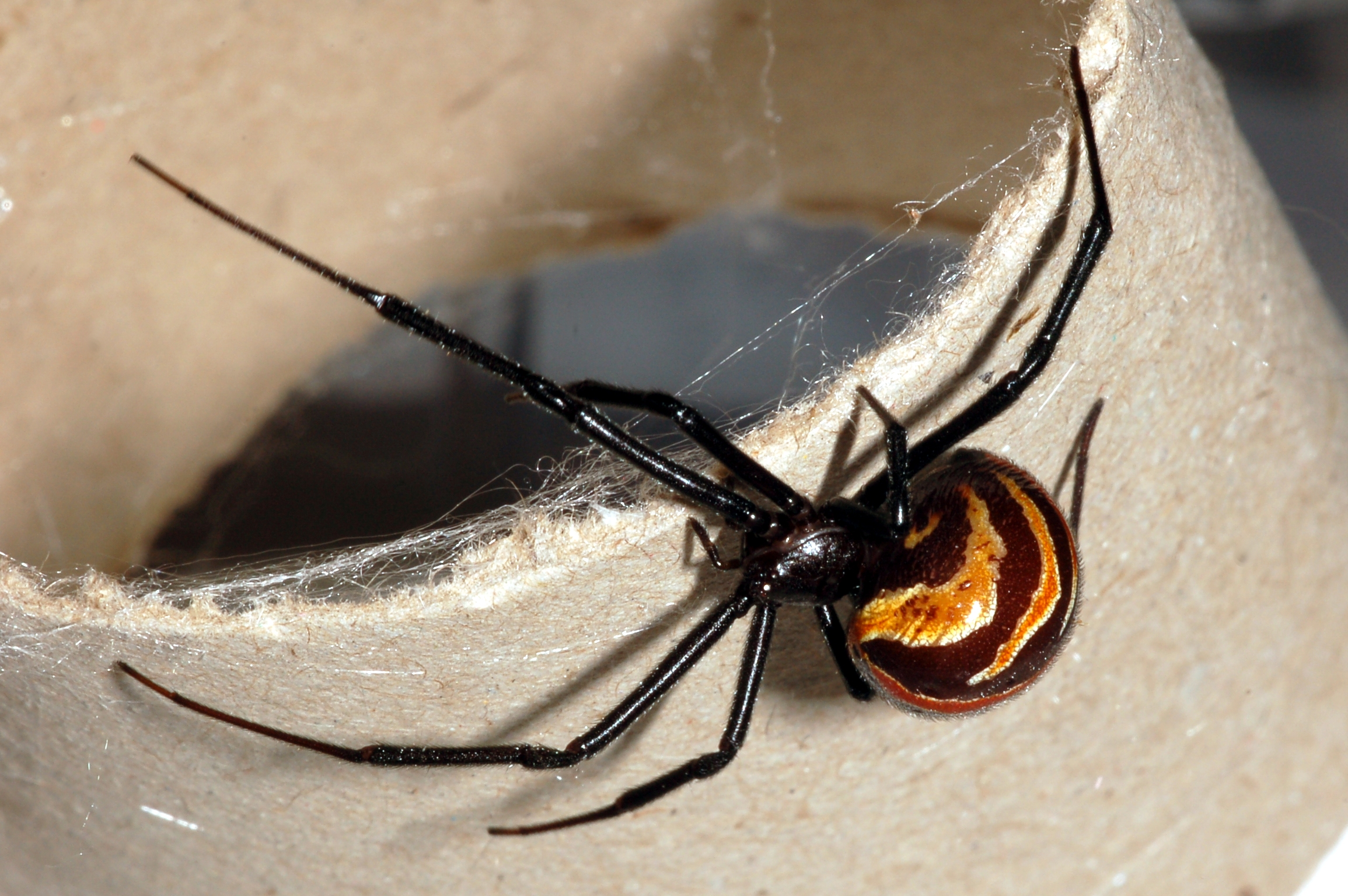
Giovane vedova nera

### Allevamento
A causa della sua pericolosità, l'allevamento della vedova nera è affidato solo a esperti e studiosi, tuttavia molte persone la allevano come qualsiasi altro ragno. Viene allevata soprattutto nei laboratori per la produzione dell'antidoto. In Italia l'allevamento degli aracnidi «che possono arrecare, con la loro azione diretta, effetti mortali o invalidanti per l'uomo o che comunque possono costituire pericolo per l'incolumità pubblica» è vietato come stabilito dalla legge 213/2003; la questione è però controversa.

## Distribuzione e habitat
Latrodectus mactans si trova principalmente in Nord America, più precisamente negli Stati Uniti orientali. E anche se meno diffusa, in Messico e in Canada nella provincia dell'Ontario. In Italia si trova Latrodectus tredecimguttatus, meno pericolosa della parente americana e raramente mortale. Popola gli ambienti più vari, ma predilige i climi caldi e secchi.